# Zhu Mingsheng
Pour les articles homonymes, voir Zhu.
Dans ce nom chinois, le nom de famille, Zhu, précède le nom personnel.
Zhu Mingsheng, en chinois 朱明生, est un arachnologiste chinois. Il est né en décembre 1950 et mort le 7 juillet 2010.
Il travaillait à l'Université du Hebei.

## Quelques taxons décrits
- Alenatea Song & Zhu, 1999
- Alenatea touxie Song & Zhu, 1999
- Alenatea wangi Zhu & Song, 1999
- Allagelena Zhang, Zhu & Song, 2006
- Alloclubionoides pseudonariceus (Zhang, Zhu & Song, 2007)
- Alloclubionoides rostratus (Song, Zhu, Gao & Guan, 1993)
- Alloclubionoides triangulatus (Zhang, Zhu & Song, 2007)
- Alloclubionoides trisaccatus (Zhang, Zhu & Song, 2007)
- Chaerilus conchiformus Zhu, Han & Lourenço, 2008
- Chaerilus laoticus Lourenço & Zhu, 2008
- Chaerilus mainlingensis Di & Zhu, 2009
- Chaerilus tessellatus Qi, Zhu & Lourenço, 2005
- Chaerilus thai Lourenço, Sun & Zhu, 2010
- Chaerilus vietnamicus Lourenço & Zhu, 2008
- Compsobuthus egyptiensis Lourenço, Sun & Zhu, 2009
- Coreodrassus forficalus Zhang & Zhu, 2008
- Dianleucauge Song & Zhu, 1994
- Dianleucauge deelemanae Song & Zhu, 1994
- Dianpisaura Zhang, Zhu & Song, 2004
- Dipoena adunca Tso, Zhu & Zhang, 2005
- Dolomedes costatus Zhang, Zhu & Song, 2004
- Ebrechtella forcipata Song & Zhu, 1993
- Euscorpiops karschi Qi, Zhu & Lourenço, 2005
- Euscorpiops shidian Qi, Zhu & Lourenço, 2005
- Euscorpiops vachoni Qi, Zhu & Lourenço, 2005
- Euscorpiops xui Sun & Zhu, 2010
- Euscorpiops yangi Zhu, Zhang & Lourenço, 2007
- Guizygiella Zhu, Kim & Song, 1997
- Heterometrus liangi Zhu & Yang, 2007
- Heterometrus tibetanus Lourenço, Qi & Zhu, 2005
- Himalmartensus Wang & Zhu, 2008
- Himalmartensus ausobskyi Wang & Zhu, 2008
- Himalmartensus martensi Wang & Zhu, 2008
- Himalmartensus nepalensis Wang & Zhu, 2008
- Hongkongia Song & Zhu, 1998
- Hottentotta songi (Lourenço, Qi & Zhu, 2005)
- Nanningia Zhu, Kim & Song, 1997
- Nanningia zhangi Zhu, Kim & Song, 1997
- Okileucauge geminuscavum Chen & Zhu, 2009
- Poeciloneta ancora Zhai & Zhu, 2008
- Poeciloneta xizangensis Zhai & Zhu, 2008
- Qianleptoneta Chen & Zhu, 2008
- Qianleptoneta quinquespinata Chen & Zhu, 2008
- Qianlingula Zhang, Zhu & Song, 2004
- Qianlingula bilamellata Zhang, Zhu & Song, 2004
- Qianlingula jiafu Zhang, Zhu & Song, 2004
- Qianlingula turbinata Zhang, Zhu & Song, 2004
- Raveniola hebeinica Zhu, Zhang & Zhang, 1999
- Razianus xinjianganus Lourenço, Sun & Zhu, 2010
- Scorpiops atomatus Qi, Zhu & Lourenço, 2005
- Scorpiops langxian Qi, Zhu & Lourenço, 2005
- Scorpiops lhasa Di & Zhu, 2009
- Scorpiops luridus Qi, Zhu & Lourenço, 2005
- Scorpiops pococki Qi, Zhu & Lourenço, 2005
- Taira cangshan Zhang, Zhu & Song, 2008
- Taira concava Zhang, Zhu & Song, 2008
- Taira latilabiata Zhang, Zhu & Song, 2008
- Taira obtusa Zhang, Zhu & Song, 2008
- Taira sulciformis Zhang, Zhu & Song, 2008
- Tibetia Zhang, Zhu & Song, 2006
- Tricalamus biyun Zhang, Chen & Zhu, 2009
- Weintrauboa yunnan Yang, Zhu & Song, 2006
- Wolongia Zhu, Kim & Song, 1997
- Wolongia guoi Zhu, Kim & Song, 1997
- Wolongia wangi Zhu, Kim & Song, 1997
- Xizangia Song, Zhu & Zhang, 2004
- Xizangia rigaze Song, Zhu & Zhang, 2004
- Zora acuminata Zhu & Zhang, 2006